# Митохондрия
В клетъчната биология митохондрий (мн. митохондрии, от гръцки: μίτος, mitos, нишка + χονδρίον, khondrion, гранула) е универсален клетъчен органел, срещан в почти всички еукариотни клетки.
Понякога митохондриите са описвани като „клетъчните енергийни фабрики“, защото те произвеждат повечето от АТФ-а, който, от своя страна, е източникът на химическа енергия за клетката. Броят на митохондриите в една клетка варира в широки граници според вида на организма и типа на тъканта. Една клетка може да има една митохондрия или няколко милиона митохондрии.
Въпреки че повечето от клетъчната ДНК се съдържа в клетъчното ядро, митохондриите също съдържат своя собствена генетична информация.
Според ендосимбиотната теория митохондриите произлизат от свободноживеещи прокариоти.

## Структура на митохондриите
Електронномикроскопски се разграничават няколко типа структури в митохондрията – двойна мембрана, притежаваща характерните за плазмалемата (клетъчната, плазмената мембрана) особености, която е разграничена от междумембранно пространство (перимитохондрилано пронстранство), клетъчно съдържимо – матрикс, 2 – 10 молекули ДНК, миторибозоми (митохондрийни рибозоми). Размерите на митохондриите варират от 2 до 10 микрометра (μm).

### Външна мембрана
Двете мембрани не са равностойни както по функции, така и по структура. Външната е гладка, а вътрешната – нагъната, образувайки гребенчета (кристи). Външната мембрана огражда целия органел, има съотношение между протеините и фосфолипидите, подобно на това на плазмената мембрана (1:1 в широчина). Съдържа много интегрални белтъци, наречени порини.

### Междумембранно пространство
Между двете митохондриални мембрани се ограничава междумембранно пространство, характеризиращо се с по-ниско pH поради повишеното количество протони в него.

### Вътрешна мембрана
Вътрешната мембрана е непропусклива за редуцираната форма на НАД, поради което в нея се наблюдава т. нар. совалчест механизъм, чиято роля е да пренася протоните и електроните до НАД, намиращ се в матрикса. Поради този факт НАД в цитозола и НАД в матрикса никога не се смесват.
Във вътрешната митохондриална мембрана се намират редокссистемите от дихателните вериги, както и АТФ-азата, чиято роля е да синтезира АТФ благодарение на създадената разлика в зарядите от двете страни на тази мембрана. Процесът се нарича окислително фосфорилиране.
По нея има множество нагъвания, наречени кристи. Те увеличават многократно повърхността ѝ. Точно по тях се намират дихателните вериги и колкото по-нагъната е мембраната, толкова повече дихателни вериги има.

### Митохондриална матрица
Матрицата е пространството, ограждано от вътрешната мембрана в митохондрията. Матрицата е важна за синтеза на АТФ. Тя е богата на белтъци, калциеви (Са2+) и магнезиеви (Mg2+) йони, съдържа стотици ензими, тРНК, рибозоми и няколко копия митохондриална ДНК. Основни функции на ензимите са окисление на пирувата, мастните киселини и осъществяване на реакциите от цикъла на Кребс.
Митохондриите притежават собствен генетичен материал и механизми за собствени РНК и белтъци. Тяхната ДНК притежава последователност, равна на 16 569 нуклеотидни двойки, кодиращи общо 37 гена, 24 тРНК и рРНК и 13 пептида. Тези 13 митохондриални пептида са интегрирани във вътрешната митохондриална мембрана заедно с протеини, кодирани от гени в клетъчното ядро.

## Митохондриални функции
Известно е, че митохондриите превръщат органичния материал в енергия под формата на АТФ, но освен това тези органели играят главна роля и в много метаболитни процеси като:
- апоптоза – програмираната клетъчна смърт;
- клетъчна пролиферация (пъпкуване);
- синтез на стероиди.

Някои митохондриални функции се извършват само в определени клетки, като например в черния дроб, където митохондриите съдържат ензими, неутрализиращи амоняка (излишен продукт от метаболизма на белтъците). Мутация в който и да е от гените, регулиращи тези функции, може да доведе до митохондриални заболявания.

### Преобразуване на енергията
Доминираща роля за митохондрията е производство на АТФ, за което спомага огромното количество белтъци, разположени по вътрешната мембрана. Преобразуването става чрез окисление на основните продукти от гликолизата: пируватът и НАДН, които са образувани в цитозола. Този процес на клетъчно дишане, познат още като аеробно дишане, е зависим от присъствието на кислород. Когато кислородът е ограничен само до гликолитични продукти, се осъществява анаеробно дишане, което не зависи от митохондриите. Производството на АТФ от глюкоза е приблизително 15 пъти по-голямо при аеробното дишане в сравнение с анаеробното дишане.

## Произход
Предполага се, че митохондриите са произлезли по ендосимбионтен път – една по-голяма еукариотна анаеробна клетка е погълнала чрез ендоцитоза една по-малка прокариотна аеробна клетка, но не е последвало образуване на смилателна вакуола около погълнатата клетка. Така се е получила комбинацията от две мембрани – външната е образувана от вгъването на плазмалемата при ендоцитозата и по състав прилича на нея, а вътрешната е всъщност мембраната на погълнатата клетка. Доказателства в подкрепа на тази хипотеза са следните факти:
1. Външната мембрана на митохондрията съвпада по състав с плазмалемата, а вътрешната – с мембраната на прокариотите.
2. Миторибозомите по степента си на утаяване са 70s, колкото са и тези при прокариотите.
3. Митохондриите са независими по отношение синтеза на белтъци и ДНК. Те имат своя собствена наследствена информация и свои рибозоми. Независими са и по отношение на размножаването си, което може да бъде паралелно с деленето на клетката, както и в зависимост от интензивността на протичащите в клетката процеси, при което се изисква повече енергия.
4. В митохондриите се среща липид, наречен кардиолипин, който е характерен само за прокариотите.
5. Тези органели притежават ДНК – двойноверижна кръгова молекула, аналогично на плазмидите при бактериите.
6. По своята големина митохондриите приличат на бактериална клетка – те са с размери 1 – 5 микрометра, а бактериите – 0,2 – 2 микрометра.

Неслучайно митохондриите са наречени „електроцентрали на клетката“. Те имат изключително важен принос за живота – доставят енергия на най-ниското възможно ниво – клетъчното.Митохондрите са няколко  в  клетката от 4-5  има и в животинската и растителната